# Armagh GAA
Le Armagh County Board of the Gaelic Athletic Association ou plus simplement Armagh GAA (en irlandais Cummann Luthchleas Gael Coiste Chontae Ard Mhacha) est une sélection de sports gaéliques basée dans la province de l’Ulster. Elle est responsable de l’organisation des sports gaéliques dans le Comté d'Armagh et des équipes qui le représente dans les rencontres inter-comtés.

## Palmarès

### Football gaélique
- All-Ireland Senior Football Championships: 1
  - 2002
- National Football League : 1
  - 2005
- Ulster Senior Football Championships: 13
  - 1890, 1902, 1950, 1953, 1977, 1980, 1982, 1999, 2000, 2002, 2004, 2005, 2006

#### All-Stars
23
- 1972: P Moriarty
- 1977: Joe Kernan, Jimmy Smith
- 1980: C McKinstry
- 1982: J. Kernan
- 1993: Gerard Houlahan
- 1999: Kieran McGeeney, D Marsden
- 2000: Kieran McGeeney, Oisín McConville
- 2002: E McNulty, A O'Rourke, Kieran McGeeney, P McGrane, Stephen McDonnell, Oisín McConville.
- 2003: Francis Bellew, Stephen McDonnell
- 2005: Andy Mallon, P. McGrane, Stephen McDonnell
- 2006: Ronan Clarke

## Hurling
- All-Ireland Senior Hurling Championships: 0
- National Hurling Leagues: 1
  - Division 3 Champions 2006

- Ulster Senior Hurling Championships: 0